# Institut Pierre-Simon Laplace
L'Institut Pierre-Simon Laplace (IPSL), creat a principis dels anys noranta del segle xx, és un institut francès de recerca en ciències ambientals format per la federació de nou laboratoris de recerca de la regió de París implicats en les ciències ambientals terrestres i planetàries.
Els laboratoris que en formen part són els següents:
- el Centre d'Enseignement et de Recherche en Environnement Atmosphérique (CEREA)
- el Laboratoire Géosciences Paris-Sud (GEOPS Arxivat 2018-07-19 a Wayback Machine.)
- el Laboratoire Atmosphères, Milieux, Observations spatiales (LATMOS)
- un equip del Laboratoire d'Études du Rayonnement et de la Matière en Astrophysique et Atmosphères (LERMA)
- el Laboratoire inter-universitaire des systèmes atmosphériques (LISA Arxivat 2018-03-28 a Wayback Machine.)
- el Laboratoire de météorologie dynamique (LMD)
- el Laboratoire d'océanographie et du climat: expérimentation et approches numériques (LOCEAN Arxivat 2018-06-26 a Wayback Machine.)
- el Laboratoire des sciences du climat et de l'environnement (LSCE)
- el Laboratoire Milieux environnementaux, transferts et interactions dans les hydrosystèmes et les sols (METIS)

A l'any 1995 es va crear el centre de modelització climàtica de l'IPSL, el qual va desenvolupar un model climàtic propi (IPSL-CM). Les simulacions realitzades per aquest model formen part del conjunt de models globals del clima que s'analitzen a l'hora de redactar els informes d'avaluació del Canvi Climàtic de l'IPCC, sobretot el dos últims informes, el quart del 2007 i el cinquè del 2014.